# Countdown (videojuego)
Countdown es un videojuego desarrollado en 1984 y lanzado para el Sinclair ZX Spectrum, Commodore 64 y BBC B en 1986 por la compañía Macsen, un desarrollador de videojuegos del Reino Unido y basado en el concurso de televisión británico del mismo nombre producido por ITV Studios y emitido por Channel 4. Este concurso, al igual que cifras y letras, se basa en el francés Des chiffres et des lettres, con reglas similares. Lo distribuye Domark Software en su sello TV games.
Fue considerado un juego competente, a pesar de que su diccionario era limitado (los concursantes tenían a menudo que verificar sus propias palabras) y en las rondas se podrían elegir que se usaban todas las consonantes o las vocales (aunque en justicia las normas relativas a las selecciones de carta aún no se habían instituido).
La revista Your Sinclair lo revisó en julio de 1986 y en lo dio 8/10. Crash en cambio le da un 3 sobre 10.